# Blaže Ilijoski
Blaže Ilijoski (makedonskou i srbskou cyrilicí Блаже Илијоски; * 9. července 1984 Skopje) je severomakedonský fotbalista.

## Reprezentační kariéra
Blaže Ilijoski odehrál za makedonský národní tým v letech 2005–2015 celkem 13 reprezentačních utkání.

## Statistiky
| Makedonie | Makedonie | Makedonie |
| Roky      | Záp.      | Góly      |
| --------- | --------- | --------- |
| 2005      | 1         | 0         |
| 2006      | 1         | 0         |
| 2007      | 0         | 0         |
| 2008      | 0         | 0         |
| 2009      | 0         | 0         |
| 2010      | 4         | 0         |
| 2011      | 0         | 0         |
| 2012      | 0         | 0         |
| 2013      | 0         | 0         |
| 2014      | 3         | 0         |
| 2015      | 4         | 0         |
| Celkem    | 13        | 0         |